# PDP-9

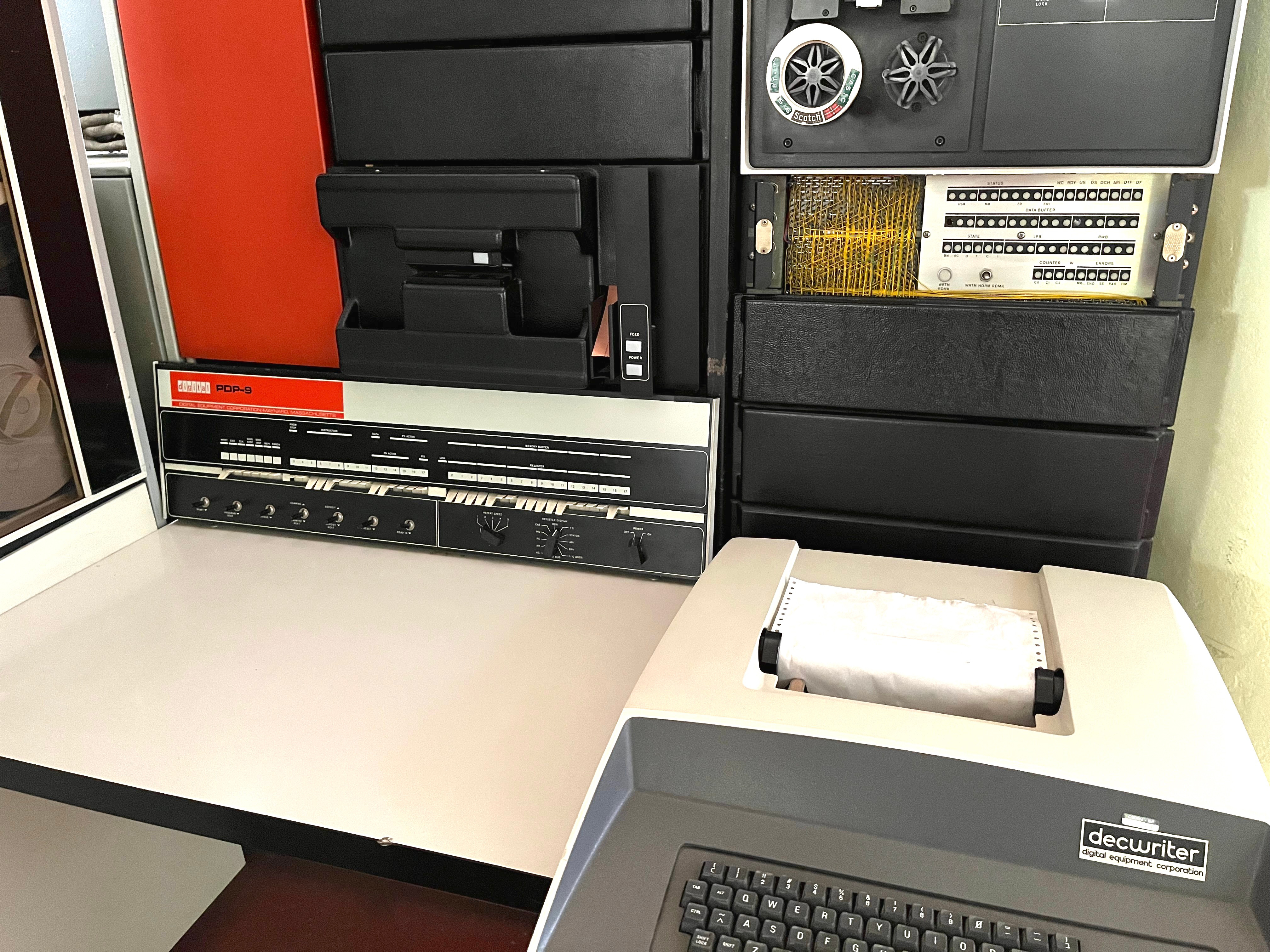
Een PDP-9 tentoongesteld bij ACONIT in Grenoble, Frankrijk

De PDP-9 was een 18 bit-minicomputer die door Digital Equipment Corporation (DEC) geproduceerd werd als onderdeel van de PDP-serie. De PDP-9 werd geïntroduceerd in 1966 als opvolger van de PDP-7. Er werden in totaal 445 exemplaren geproduceerd waarvan 40 van het type PDP-9/L, de compacte, goedkopere variant.

## Hardware
De PDP-9  was ongeveer twee keer zo snel als zijn voorganger, de PDP-7. De computer werd gebouwd met behulp van discrete transistors en heeft een optionele geïntegreerde vector graphics terminal. De PDP-9 heeft een geheugencyclustijd van 1 microseconde en weegt ongeveer 340 kg. De PDP-9/L heeft een geheugencyclustijd van 1,5 microseconde en weegt ongeveer 410 kg. Het was de eerste computer van DEC die microcode gebruikte.
Ten opzichte van zijn voorganger had de PDP-9 een meer geavanceerde vorm van geheugenbeheer, een volledig nieuw ontworpen interrupt-systeem en statusvlaggen voor lees- en ponsfouten waardoor er meer flexibiliteit en foutdetectie mogelijk was.
Aan universiteiten werden verschillende verbeteringen en uitbreidingen voor de PDP-9 ontwikkeld, zoals hardware voor zwevendekommaberekeningen in een tijd dat machines in deze prijsklasse zwevendekommaberekeningen in software uitvoerden. Er werd ook een parallelle computer op basis van de PDP-9 ontwikkeld.

## Software
Het systeem werd geleverd met een besturingssysteem dat functioneerde als een single-user toetsenbordmonitor, genaamd ADSS (ADvanced Software System). DECsys bood een single-user interactieve programmeeromgeving voor Fortran- en assembleertaalprogramma's. Zowel FORTRAN II als FORTRAN IV werden geïmplementeerd voor de PDP-9.
MUMPS werd oorspronkelijk ontwikkeld op de PDP-7 en draaide op verschillende PDP-9's in het Massachusetts General Hospital.

## Verkoop
De PDP-7, waarvan er 120 werden verkocht, werd beschreven als "zeer succesvol".  Van de PDP-9 werden 445 exemplaren verkocht, waarvan er nog negen zouden bestaan. Beide hebben submodellen, de PDP-7A en de PDP-9/L, die geen van beide een substantieel percentage van de verkopen voor hun rekening namen.